# Jan starší Hodějovský z Hodějova
Jan starší Hodějovský z Hodějova (6. ledna 1496 tvrz Chotěřiny, nyní Kotýřina – 11. února 1566 Řepice) byl český šlechtic a humanista.

## Ze života
V letech 1537–1555[zdroj?] působil jako místosudí Českého království. Na zámku Řepice založil velkou knihovnu, z tohoto zámku se stalo jedno z center humanismu v Čechách. V knihovně měl knihy dobové i historické, mnoho prvotisků. Kolem sebe soustřeďoval mnoho humanistických spisovatelů a básníků (např. Matouše Collina z Chotěřiny, Tadeáše Hájka z Hájku, Václava Hájka z Libočan), ale také právníků a učených literátů. Ti si zde knihy navzájem půjčovali, vyměňovali či je do knihovny darovali. Těmto spisovatelům pomáhal nejen finančně, ale především se jim snažil zajistit nějaké úřady.
Díky němu vyšla sbírka Farragines poematum – jedná se o latinské básně mnoha autorů, které uspořádal Matouš Collinus z Chotěřiny. Tato čtyřsvazková sbírka měla v Čechách poměrně velký ohlas a lze říci, že ovlivnila další humanistickou tvorbu v Čechách.
Ve sbírce svých knih měl Jan Hodějovský i překrásné tisky Manutiovy, mnoho knih z období antiky i středověku. Knihovna se nezachovala.
Jan Hodějovský zemřel dne 11. února 1566 a byl pohřben v řepickém kostele svaté Maří Magdalény.